# 117P/Хелин — Романа — Алу
Комета Хелин — Романа — Алу 1 (117P/Helin-Roman-Alu) — короткопериодическая комета из семейства Юпитера, которая была открыта 2 октября 1989 года американскими астрономами Элеанор Хелин, Брайаном Романом и Джеффри Алу с помощью 0,46-метрового телескопа системы Шмидта в Паломарской обсерватории. Она была описана как диффузный объект 17,5m звёздной величины с небольшой конденсацией в центре. Комета обладает довольно коротким периодом обращения — чуть менее 8,3 года.

Орбита кометы  Хелин — Романа — Алу 1 и его положение в Солнечной системе

## История наблюдений
Используя первые пять позиций, полученных со 2 по 6 октября, Дэниэл Э. Грин к 6 октября опубликовал первую параболическую орбиту этой кометы, согласно которой комета должна была пройти перигелий 20 апреля 1987 года на расстоянии 2,22 а.е. от Солнца. К 13 октября Элеанор Хелин обнаружила ещё два изображения кометы, полученные почти за месяц до её официального открытия — 7 и 8 сентября. На них комета имела яркость 16,5 m и небольшой хвост. Эти снимки, а также более поздние, полученные до 10 октября, позволили Грину подтвердить короткопериодический характер кометы и рассчитать для неё эллиптическую орбиту. Согласно этим расчётам комета прошла перигелий 12 октября 1987 года, несколько позже, чем считалось ранее, и на гораздо большем расстоянии в 3,67 а. е., а её орбитальный период оказался равен 9,5 годам. Это позволило найти комету на ещё более ранних снимках 10 и 12 августа 1988 года. Наблюдения за кометой продолжались вплоть до 1 декабря 1989 года, когда её яркость упала до 17,5 m.
При почти круговой орбите комета имеет интересную особенность — долгое время сохранять свою яркость после прохождения перигелия. На момент открытия комета уже на протяжении почти двух лет удалялась от Солнца и при этом всё равно оставалась достаточно яркой, чтобы быть обнаруженной. Отчасти именно эта особенность позволила американскому астроному Джеймсу Скотти восстановить комету уже 24 января 1993 года, спустя всего три года после открытия, причём в тот момент, когда она находилась вблизи афелия своей орбиты — в 5,25 а. е. от Солнца. На тот момент её яркость составляла всего 21,2 m. А в 1997 году комета наращивала свой блеск ещё на протяжении целого года после прохождения перигелия. А в 2005 году увеличение яркости продолжалось уже всего лишь пять месяцев, поскольку сближение с Юпитером в 2002 году сместило перигелий ближе к Солнцу. Ещё два таких сближения в конце XXI века снова приведут к существенному изменению орбиты. Причиной этих сближений является то, что комета принадлежит к группе, так называемых, квазихильдовых комет и находится в сильнейшем орбитальном резонансе 3:2 с планетой Юпитер, что приводит к частым, а главное чрезвычайно тесным сближениям с этой планетой.

## Сближения с планетами
Несмотря на то, что комета пересекает орбиту Юпитера, с самой планетой она встречается довольно редко, — в течение XX века она и вовсе ни разу не сближалась с Юпитером менее чем на 1 а. е., а в XXI — таких сближений ожидается всего три.
- 0,68 а. е. от Юпитера 8 марта 2002 года (уменьшило перигелий с 3,7 а. е. до 3,0 а. е.);
- 0,21 а. е. от Юпитера	15 декабря 2083 года;
- 0,97 а. е. от Юпитера	20 августа 2098 года.